# 中畷古墳
中畷古墳（なかなわてこふん）は、京都府南丹市園部町上木崎町にある古墳。形状は前方後方墳。史跡指定はされていない。

## 概要
京都府中部、丹波山地から園部盆地に向かって南東に派生する丘陵の先端部に築造された古墳である。これまでに発掘調査は実施されていない。
墳形は前方後方形で、前方部を南東方向に向ける。墳丘長は75メートルを測る。埋葬施設は明らかでないが、かつて直刀や筒形銅器が出土したと伝わる。
築造時期は、古墳時代前期の4世紀前半頃と推定される。園部盆地では黒田古墳（南丹市園部町黒田・船阪）に後続し、垣内古墳（南丹市園部町内林町）に先行する首長墓に位置づけられるる。これら3基は面積の広い亀岡盆地ではなく園部盆地に築造されており、当地に築造された背景として、前期に巨大前方後円墳が営まれた丹後半島と畿内ヤマト王権との交通上の要衝である点が指摘される。
| 古墳名   | 形状       | 規模 | 築造時期    | 史跡           |
| -------- | ---------- | ---- | ----------- | -------------- |
| 黒田古墳 | 前方後円墳 | 52m  | 3c前半-中葉 | 京都府指定史跡 |
| 中畷古墳 | 前方後方墳 | 75m  | 4c前半      | なし           |
| 垣内古墳 | 前方後円墳 | 82m  | 4c後半      | （消滅）       |

## 関連項目

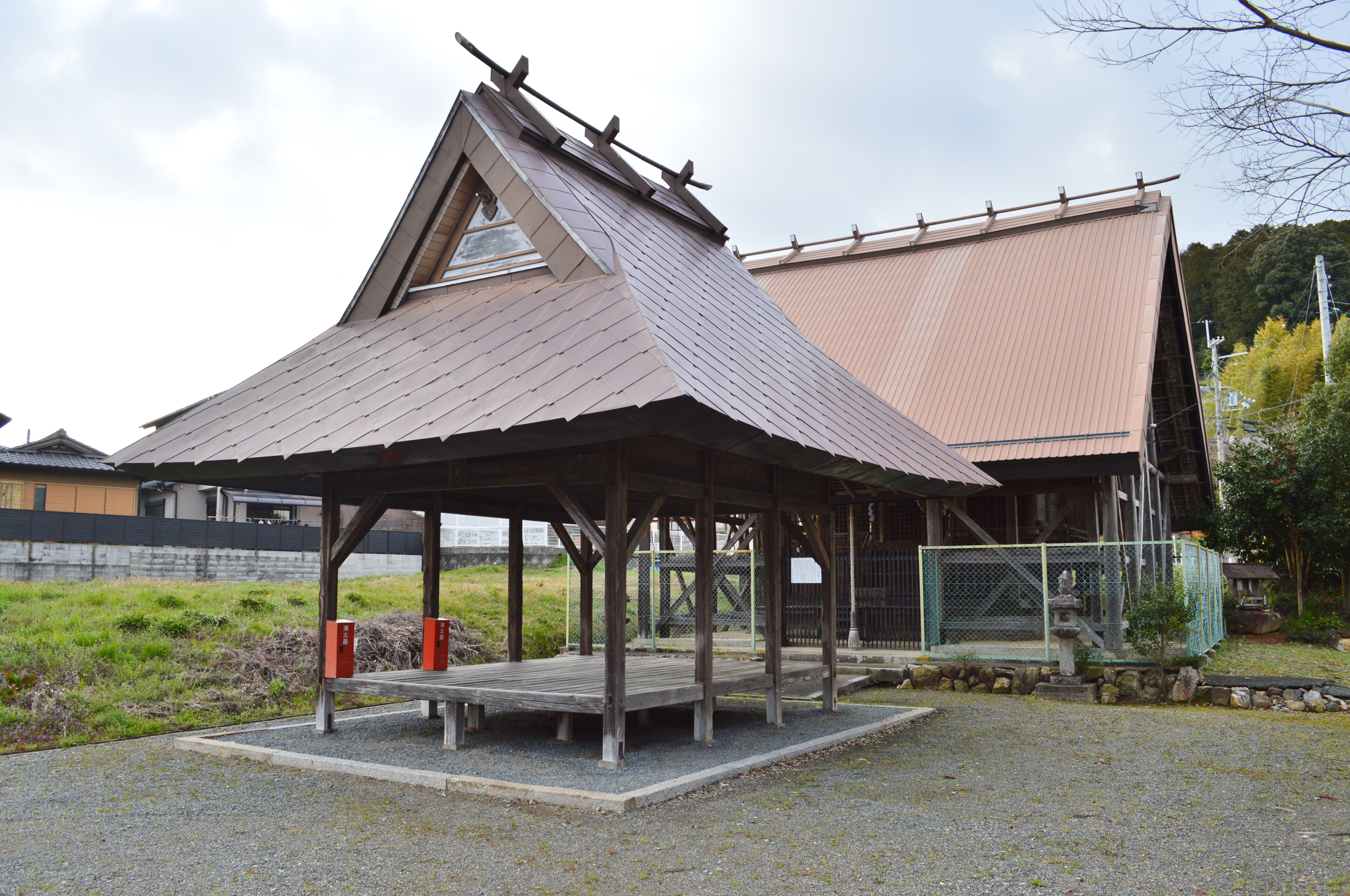
城崎神社